# L'Adoption
Pour les articles homonymes, voir Adoption (homonymie).
Pour plus de détails, voir Fiche technique et Distribution.
L'Adoption est un film français réalisé par Marc Grunebaum, sorti en 1979.

## Synopsis
Étienne, âgé de 17 ans, épileptique et orphelin, se réfugie chez Jacques et Catherine dans leur maison du Rouergue. Le jeune homme s'attache au couple qui décide de l'héberger à Paris où Jacques, peintre, doit présenter une exposition. Étienne, devenu jaloux et violent, rend peu à peu la vie impossible à Jacques et à Catherine qui envisagent alors de le faire interner.

## Fiche technique
- Titre : L'Adoption
- Distribution : Les Films Molière
- Réalisation : Marc Grunebaum
- Scénario : Magdeleine Dailloux, Marc Grunebaum, Peter Krall et Bernard Stora
- Photographie : Luciano Tovoli
- Son : Louis Gimel, Georges Prat et Claude Villard
- Décors : Frédéric Bootz
- Musique : Michel Portal
- Montage : Kenout Peltier
- Film en couleurs
- Producteurs délégués : Arthur Cohn, Gérard Crosnier, Jacques Perrin, Chantal Perrin, Alain Quefféléan
- Production : FR3 Cinéma, Les Films du Triangle (Paris), Michael Arthur Films (Vaduz), Reggane Films (Courbevoie), SFP Cinéma
- Pays :  France
- Tournage des extérieurs : Nasbinals (Lozère)
- Genre : Drame
- Durée : 95 minutes
- Date de sortie : France - 10 janvier 1979

## Distribution
- Jacques Perrin : Jacques
- Geraldine Chaplin : Catherine
- Patrick Norbert : Étienne
- Gérard Lorin : Durieux
- May Chartrettes : la grand-mère
- Chloë Caillat
- Monique Delaroche
- Paul Bernier
- Marie Dupin